# مکس پورتر
مکس پورتر (انگلیسی: Max Porter؛ زادهٔ ۲۹ ژوئن ۱۹۸۷) بازیکن فوتبال اهل بریتانیا است.
از باشگاه‌هایی که در آن بازی کرده‌است می‌توان به باشگاه فوتبال بیشاپس استورتفورد، باشگاه فوتبال ای‌اف‌سی ویمبلدون، باشگاه فوتبال بروملی، باشگاه فوتبال نیوپورت کانتی، باشگاه فوتبال بارنت، و باشگاه فوتبال کمبریج یونایتد اشاره کرد.
وی همچنین در تیم ملی فوتبال England C بازی کرده‌است.